# Emmanuelle Castro
Emmanuelle Castro (* vor 1967) ist eine französische Filmeditorin.
Emmanuelle Castro ist seit Mitte der 1960er Jahre als Filmeditorin tätig, zu ihren Arbeiten gehören Spielfilme und wenige Kurzfilme. Insgesamt schnitt sie mehr als 40 Produktionen. 1988 wurde ihre Arbeit bei Auf Wiedersehen, Kinder und 2000 für Späte Reise mit dem César für den Besten Schnitt ausgezeichnet.

## Filmografie (Auswahl)
- 1967: Aline
- 1975: Der Chauffeur von Madame (Les bijoux de Madame)
- 1987: Auf Wiedersehen, Kinder (Au revoir, les enfants)
- 1990: Eine Komödie im Mai (Milou en mai)
- 1991: Felix und der Außerirdische (Gawin)
- 1993: Verrückt – Nach Liebe (Les gens normaux n’ont rien d’exceptionnel)
- 1995: Confessional – das Geheimnis der Beichte (Le Confessionnal)
- 1997: Alors voilà
- 1999: Späte Reise (Voyages)
- 2000: Sturmschäden (Les sagards)
- 2000: Der Verführer (L’enchanteur)
- 2002: Ein perfektes Leben (L’adversaire)
- 2002: Mischka
- 2003: Seit Otar fort ist (Depuis qu’Otar est parti…)
- 2003: Nathalie (Nathalie…)
- 2005: Kalte Duschen (Douches froides)
- 2005: Adieu, schöner, schwarzer Vogel (Bye bye Blackbird)
- 2006: Selon Charlie
- 2007: Cycles
- 2007: Faut que ça danse!
- 2009: Auf der Parkbank (Bancs publics (Versailles rive droite))
- 2011: La brindille
- 2012: Je ne suis pas mort